# St. Catharines Roma Wolves
St. Catharines Roma Wolves, ili kraće, "Club Roma", je kanadski nogometni klub iz grada St. Catherinesa u pokrajini Ontario.
Igra u CSL-u, u "Nacionalnoj diviziji" ("National Division").
Svoje utakmice igra na stadionu "Club Roma".
Klub je talijanske iseljeničke zajednice.

## Vanjske poveznice
- Službene stranice